# La Raza de Monterrey
La Raza de Monterrey es un equipo profesional de Fútbol Rápido, perteneciente a la National Indoor Soccer League. Es el único equipo de la liga que juega fuera de los Estados Unidos,  en Monterrey, México.

La Raza Campeón 2000. - La Raza 6-5 Dallas Supera en shootouts equipo regio a un aguerrido Dallas y se corona por tercera vez en la Liga Mundial de Futbol Rápido
El título fue lo único que La Raza de Monterrey buscó durante toda la temporada 2000 de la Liga Mundial y ayer lo encontró.
En una épica batalla que quedará grabada con letras de oro en la historia del futbol rápido profesional, el equipo regio derrotó 6-5 en serie de shootouts a su acérrimo enemigo, los Sidekicks de Dallas, para agenciarse su tercer título.
Cuando parecía que se daría otro fracaso más en el deporte profesional en Monterrey, apareció La Raza y sacó la casta por los regios.
Los más de 3 mil 500 aficionados que abarrotaron el Gimnasio Tecnológico seguramente terminaron sin uñas, en un gran partido que bien pudo haber firmado el maestro del suspenso, Alfred Hitchcock.
Todos los récords, sus 20 triunfos en la temporada regular, y las 14 victorias consecutivas en casa parecían irse por la borda después de una exhibición de cómo jugar el contragolpe del equipo texano, que obligaron a definir el partido en la última instancia de desempate, los shootouts.
Después de que en el tiempo regular el partido terminó empatado 5-5, y que expiraron sin gol los 10 minutos del tiempo extra, se llegó a la última instancia de desempate, cinco cobros por equipo desde la línea roja.
El arquero regiomontano Raúl Salas se puso el traje de héroe al atajar tres de los cuatro disparos que encaró, ya que sólo David Doyle lo venció en el primero.
Por La Raza, Marco "Chikis" López, Mariano Bollella y Alejandro Cárdenas, acertaron sus cobros, dejando la responsabilidad al sidekick Giampaulo Pedroso.
El uruguayo decidió el partido al estrellar el balón sobre las piernas de Salas, para desatar la algarabía en las tribunas y decretar el inicio del festejo regio.
"El héroe es todo el equipo, ahora sólo me tocó la suerte de parar los shootouts", comentó Salas con modestia y lágrimas, quien tras su hazaña se fue a trepar al acrílico lateral, justo donde su familia estaba situada.
"Un campeón también tiene que tener suerte", comentó "El Monstruo" Bollella, a quien se le otorgó al final el trofeo del Jugador Más Valioso de la temporada.
Su sede de juego es la Arena Monterrey, recientemente fue subcampeón de la Major Indoor Soccer League, en la temporada 2007-08. 
El 4 de abril de 2010 se corona campeón de la Major Indoor Soccer League temporada 2009-2010 al derrotar 12-6 al conjunto de Milwaukee Wave en el U.S. Cellular Arena.

## Futbolistas destacados
- Carlos Simental
- Raúl Salas
- David Oteo
- Alejandro Cárdenas
- Rolando Esquer
- Hugo Sánchez Portugal

- Datos: Q3322645